# 영천 화남리 삼층석탑
영천 화남리 삼층석탑(永川 華南里 三層石塔)은 대한민국 경상북도 영천시 신녕면에 있는 신라의 삼층석탑이다. 1980년 9월 16일 대한민국의 보물 제675호로 지정되었다.
이 탑은 통일신라시대의 삼층석탑으로 높이는 2.7m이다. 9세기에 조성된 것으로 허물어져 없어진, 옛 한광사 불전 앞에 동서로 서 있던 쌍탑 중의 하나이다.
상층기단 면석은 4매의 판석으로 구성했는데, 각 층의 탑신과 지붕돌은 각각 하나의 돌로 조성되었으며, 탑신에는 모서리 기둥만 새겨져 있으며 다른 아무런 조각이 없다. 지붕돌 지붕면의 경사가 경쾌하게 조각되었고 상륜부는 없어졌다. 하층 기단의 상태가 분명하지는 않지만 통일신라 석탑의 전형적인 양식을 따른 아담하고 간결한 석탑이다.

## 개요
옛 한광사의 불전 앞에 동서로 서 있던 쌍탑 중 하나로, 이 탑의 기단석 한 면을 열자 그 안에서 석불좌상(보물 제676호)이 발견되었다.
1단의 기단(基壇) 위에 3층의 탑신(塔身)을 올린 모습으로 꼭대기에는 머리장식을 받치던 받침돌만 남아있다. 기단은 네 모서리와 가운데에, 탑신의 몸돌에는 네 모서리에 각각 기둥 모양을 본떠 새겼다. 지붕돌은 밑면에 4단의 받침을 두었으며, 낙수면은 약한 곡선을 그리며 경쾌하게 표현되었다.
이 탑은 통일신라시대인 9세기경에 만들어진 것으로, 각 층의 지붕돌과 몸돌은 하나의 돌로 조각한 전형적인 통일신라시대의 석탑양식을 따르고 있다.

## 같이 보기
- 영천 화남리 석조여래좌상 - 보물 제676호

## 참고 자료
- 영천 화남리 삼층석탑 - 국가유산청 국가유산포털
- 한국저작권위원회 공유마당에 있는 사진